# Steny Hoyer
Steny Hamilton Hoyer (1939. június 14. –) amerikai politikus és ügyész, képviselő Maryland 5. kongresszusi választókerületéből 1981 óta és a Képviselőház többségi vezetője 2019 és 2023 között. A Demokrata Párt tagja, jelenleg a 20. ciklusát tölti. Választókerületébe tartozik Washington délkeleti része.

## Pályafutása
2003 és 2023 között Nancy Pelosi mögött a legmagasabb pozíciót betöltő demokrata volt a Képviselőházban. Kétszer is volt többségi vezető 2007 és 2011, illetve 2019 és 2023 között. Kisebbségi whip volt 2003 és 2007 között, illetve 2011 és 2019 között, Nancy Pelosi alatt (akkor kisebbségi vezető). A 2023-ban kezdődő kongresszusban történt demokrata vérfrissítés idején Pelosival együtt bejelentették, hogy nem fognak indulni a két legmagasabb pozíció egyikéért.

## Választási eredmények
Maryland állam elektori weboldalának adatai alapján.
| Év   | Hivatal                 |  | Jelölt      | Párt                 | Szavazatok | %     |  | Ellenfél            | Párt                 | Szavazatok | %     |
| ---- | ----------------------- |  | ----------- | -------------------- | ---------- | ----- |  | ------------------- | -------------------- | ---------- | ----- |
| 1981 | Kongresszus, 5. kerület |  | Steny Hoyer | 25x25px[halott link] | 42,573     | 55.81 |  | Audrey Scott        | 25x25px[halott link] | 33,708     | 44.19 |
| 1982 | Kongresszus, 5. kerület |  | Steny Hoyer | 25x25px[halott link] | 83,937     | 79.58 |  | William Guthrie     | 25x25px[halott link] | 21,533     | 20.42 |
| 1984 | Kongresszus, 5. kerület |  | Steny Hoyer | 25x25px[halott link] | 116,310    | 72.18 |  | John Ritchie        | 25x25px[halott link] | 44,839     | 27.82 |
| 1986 | Kongresszus, 5. kerület |  | Steny Hoyer | 25x25px[halott link] | 82,098     | 81.93 |  | John Sellner        | 25x25px[halott link] | 18,102     | 18.07 |
| 1988 | Kongresszus, 5. kerület |  | Steny Hoyer | 25x25px[halott link] | 128,437    | 78.63 |  | John Sellner        | 25x25px[halott link] | 34,909     | 21.37 |
| 1990 | Kongresszus, 5. kerület |  | Steny Hoyer | 25x25px[halott link] | 84,747     | 80.66 |  | Lee Breuer          | 25x25px[halott link] | 20,314     | 19.34 |
| 1992 | Kongresszus, 5. kerület |  | Steny Hoyer | 25x25px[halott link] | 113,280    | 55.0  |  | Larry J. Hogan, Jr. | 25x25px[halott link] | 92,636     | 45.0  |
| 1994 | Kongresszus, 5. kerület |  | Steny Hoyer | 25x25px[halott link] | 98,821     | 58.81 |  | Donald Devine       | 25x25px[halott link] | 69,211     | 41.19 |
| 1996 | Kongresszus, 5. kerület |  | Steny Hoyer | 25x25px[halott link] | 121,288    | 56.92 |  | John S. Morgan      | 25x25px[halott link] | 91,806     | 43.08 |
| 1998 | Kongresszus, 5. kerület |  | Steny Hoyer | 25x25px[halott link] | 126,792    | 65.37 |  | Robert Ostrom       | 25x25px[halott link] | 67,176     | 34.36 |
| 2000 | Kongresszus, 5. kerület |  | Steny Hoyer | 25x25px[halott link] | 166,231    | 65.09 |  | Thomas Hutchins     | 25x25px[halott link] | 89,019     | 34.86 |
| 2002 | Kongresszus, 5. kerület |  | Steny Hoyer | 25x25px[halott link] | 137,903    | 69.27 |  | Joseph Crawford     | 25x25px[halott link] | 60,758     | 30.52 |
| 2004 | Kongresszus, 5. kerület |  | Steny Hoyer | 25x25px[halott link] | 204,867    | 68.67 |  | Brad Jewitt         | 25x25px[halott link] | 87,189     | 29.93 |
| 2006 | Kongresszus, 5. kerület |  | Steny Hoyer | 25x25px[halott link] | 168,114    | 82.69 |  | Steve Warner        | 25x25px[halott link] | 33,464     | 16.46 |
| 2008 | Kongresszus, 5. kerület |  | Steny Hoyer | 25x25px[halott link] | 253,854    | 73.6  |  | Collins Bailey      | 25x25px[halott link] | 82,631     | 24.0  |
| 2010 | Kongresszus, 5. kerület |  | Steny Hoyer | 25x25px[halott link] | 143,620    | 64.3  |  | Charles Lollar      | 25x25px[halott link] | 79,122     | 35.6  |
| 2012 | Kongresszus, 5. kerület |  | Steny Hoyer | 25x25px[halott link] | 238,618    | 69.4  |  | Tony O'Donnell      | 25x25px[halott link] | 95,271     | 27.7  |
| 2014 | Kongresszus, 5. kerület |  | Steny Hoyer | 25x25px[halott link] | 144,725    | 64.0  |  | Chris Chafee        | 25x25px[halott link] | 80,752     | 35.7  |
| 2016 | Kongresszus, 5. kerület |  | Steny Hoyer | 25x25px[halott link] | 242,989    | 67.4  |  | Mark Arness         | 25x25px[halott link] | 105,931    | 29.4  |
| 2018 | Kongresszus, 5. kerület |  | Steny Hoyer | 25x25px[halott link] | 213,796    | 70.3  |  | William Devine III  | 25x25px[halott link] | 82,361     | 27.1  |
| 2020 | Kongresszus, 5. kerület |  | Steny Hoyer | 25x25px[halott link] | 274,210    | 68.8  |  | Chris Palombi       | 25x25px[halott link] | 123,525    | 31.0  |